# Зезюлькин, Юрий
Юрий Тимофеевич Зезюлькин (пол. Jurij Zezulkin,род. 16 августа 1971, Минск) — польский, ранее белорусский шахматист, гроссмейстер (1999).

## Шахматная карьера
В 1989 году выиграл юношеский чемпионат Беларуси по шахматам (до 18 лет). Победитель более 50 международных турниров:Краков (1990), Мальмё (1992), Гётеборг (1992), Ченстохова (1996), Литомишль (1997), Мельно (2002), Леба (2002), Колобжег (2003), Крыница-Здруй (2009). В 2000, 2001, 2003, 2004 и 2005 годах пять раз выигрывал шахматный турнир Äskulap в Гёрлице. В 2004 году выиграл турнир Porzellan Cup в Дрездене.
Чемпион (2012), серебряный (2009) и бронзовый (2010) призёр командного чемпионата Польши в составе клуба «Odrodzenie Kożuchów».
Сейчас Юрий Зезюлькин живёт в Польше. Владелец крупнейшего в Европе магазина шахматной продукции

## Семья
Дядя известной белорусской шахматистки Анастасии Зезюлькиной